# Albero Maestro (costellazione)
L'Albero Maestro (Malus in latino) era un asterismo facente parte della costellazione della Nave Argo. Situato nei pressi della Poppa, attualmente viene incorporato nella Bussola.
La sostituzione dell'Albero Maestro con la Bussola va attribuita all'abate francese Nicolas Louis de Lacaille, lo stesso a cui si deve lo «smantellamento» in più costellazioni della Nave Argo.
Le sue stelle, molto deboli, raggiungono solamente la IV magnitudine.